# Mikkel Pedersen
Mikkel Mejlstrup Pedersen (Hobro, 7 gennaio 1996) è un calciatore danese, centrocampista del Randers.

## Carriera
Cresciuto prima nell'Hobro e poi nel Randers esordisce in prima squadra con l'Hobro il 31 luglio 2016, nel pareggio interno per 1-1 contro Helsingør. Ha fatto il suo debutto in Superligaen, nella prima giornata della stagione 2017-2018 , nella vittoria per 2-1 contro l'Helsingør.        
Il 3 agosto 2022, Pedersen è tornato per la seconda volta al Randers, firmando un contratto triennale        

## Statistiche

### Presenze e reti nei club
Statistiche aggiornate al 16 maggio 2024.
| Stagione        | Squadra         | Campionato      | Campionato | Campionato | Coppe nazionali | Coppe nazionali | Coppe nazionali | Coppe continentali | Coppe continentali | Coppe continentali | Altre coppe | Altre coppe | Altre coppe | Totale | Totale |
| Stagione        | Squadra         | Comp            | Pres       | Reti       | Comp            | Pres            | Reti            | Comp               | Pres               | Retin              | Comp        | Pres        | Reti        | Pres   | Reti   |
| --------------- | --------------- | --------------- | ---------- | ---------- | --------------- | --------------- | --------------- | ------------------ | ------------------ | ------------------ | ----------- | ----------- | ----------- | ------ | ------ |
| 2016-2017       | Hobro           | 1D              | 20         | 0          | CD              | 2               | 0               | -                  | -                  | -                  | -           | -           | -           | 22     | 0      |
| 2017-2018       | Hobro           | SL              | 13+5       | 0          | CD              | 4               | 0               | -                  | -                  | -                  | -           | -           | -           | 22     | 0      |
| 2018-2019       | Hobro           | SL              | 21+8       | 1          | CD              | 3               | 0               | -                  | -                  | -                  | -           | -           | -           | 32     | 1      |
| 2019-2020       | Hobro           | SL              | 25+8       | 0+1        | CD              | 1               | 0               | -                  | -                  | -                  | -           | -           | -           | 34     | 1      |
| 2020-2021       | Hobro           | 1D              | 21+9       | 2+1        | CD              | 2               | 0               | -                  | -                  | -                  | -           | -           | -           | 32     | 3      |
| 2021-2022       | Hobro           | 1D              | 20+10      | 3+3        | CD              | 0               | 0               | -                  | -                  | -                  | -           | -           | -           | 30     | 6      |
| ago. 2022       | Hobro           | 1D              | 2          | 0          | CD              | 0               | 0               | -                  | -                  | -                  | -           | -           | -           | 2      | 0      |
| Totale Hobro    | Totale Hobro    | Totale Hobro    | 122+40     | 6+5        |                 | 12              | 0               |                    | -                  | -                  |             | -           | -           | 174    | 11     |
| 2022-2023       | Randers         | SL              | 15+9       | 0          | CD              | 2               | 0               | -                  | -                  | -                  | -           | -           | -           | 26     | 0      |
| 2023-2024       | Randers         | SL              | 14+1       | 0          | CD              | 1               | 0               | -                  | -                  | -                  | -           | -           | -           | 16     | 0      |
| Totale Randers  | Totale Randers  | Totale Randers  | 29+10      | 0          |                 | 3               | 0               |                    | -                  | -                  |             | -           | -           | 42     | 0      |
| Totale carriera | Totale carriera | Totale carriera | 151+50     | 6+5        |                 | 15              | 0               |                    | -                  | -                  |             | -           | -           | 216    | 11     |

## Palmarès

### Club

#### Competizioni nazionali
- 1. Division: 1

Hobro: 2016-2017